# Бартошівка (Тернопільський район)
Бартоші́вка — село в Україні, у Козівській селищній громаді Тернопільського району Тернопільської області. Розташоване в центрі району. 
Раніше було приєднано до села Щепанів. Президія Тернопільської обласної Ради народних депутатів рішенням від 5 липня 1990 року відновила село Бартошівка і підпорядкувала Щепанівській сільській раді. 
Перша згадка датована 1638 роком.

## Географія
Через село тече річка Масювка, права притока Коропця.

## Історія
12 червня 2020 року, відповідно до розпорядження Кабінету Міністрів України № 724-р «Про визначення адміністративних центрів та затвердження територій територіальних громад Тернопільської області» увійшло до складу Козівської селищної громади.
19 липня 2020 року, в результаті адміністративно-територіальної реформи та ліквідації Козівського району, село увійшло до складу Тернопільського району.

## Населення
Населення — 92 особи (2001).
Місцева говірка належить до наддністрянського говору південно-західного наріччя української мови[джерело?].

## Галерея

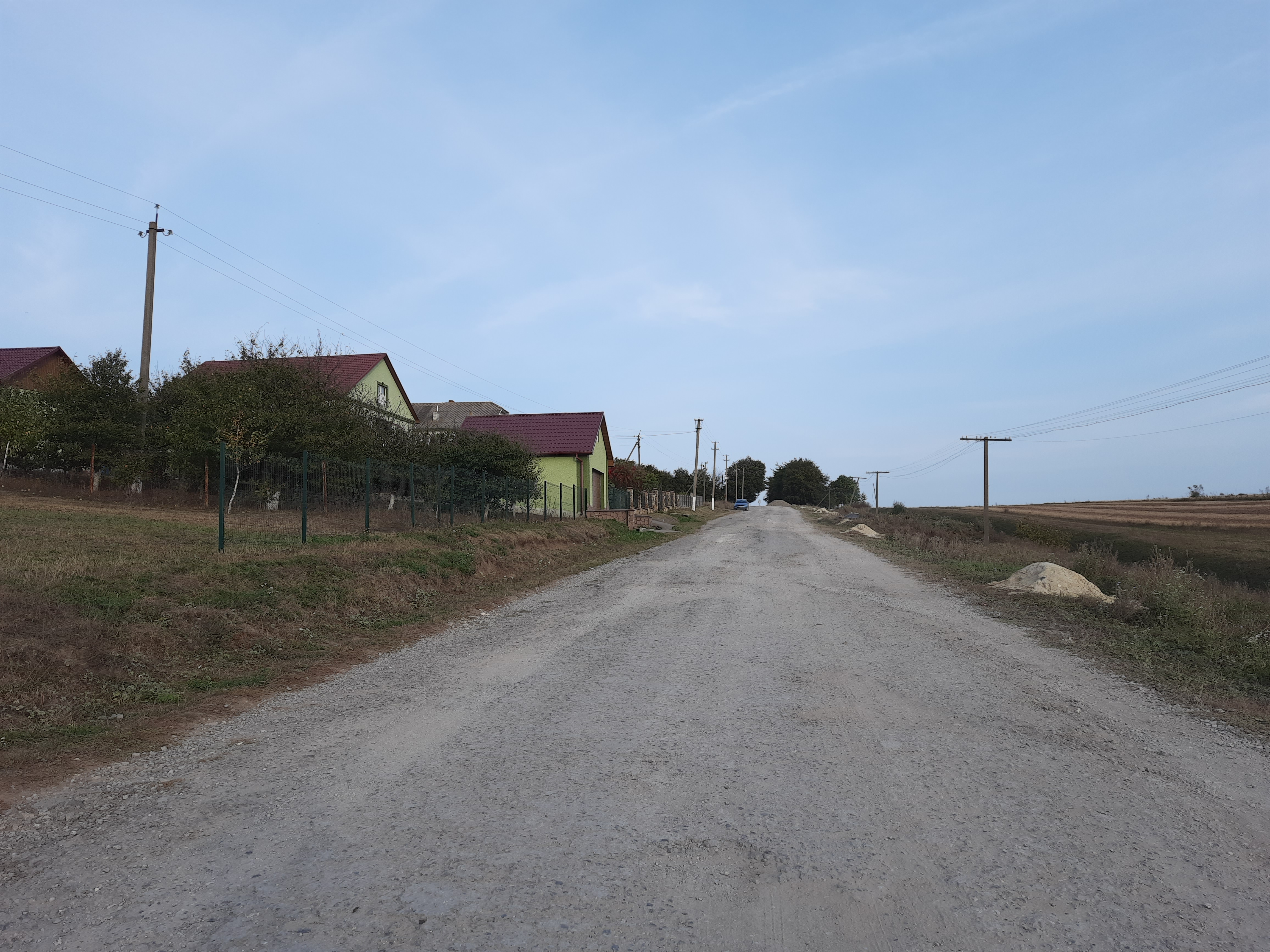
В'їзд у село Бартошівка
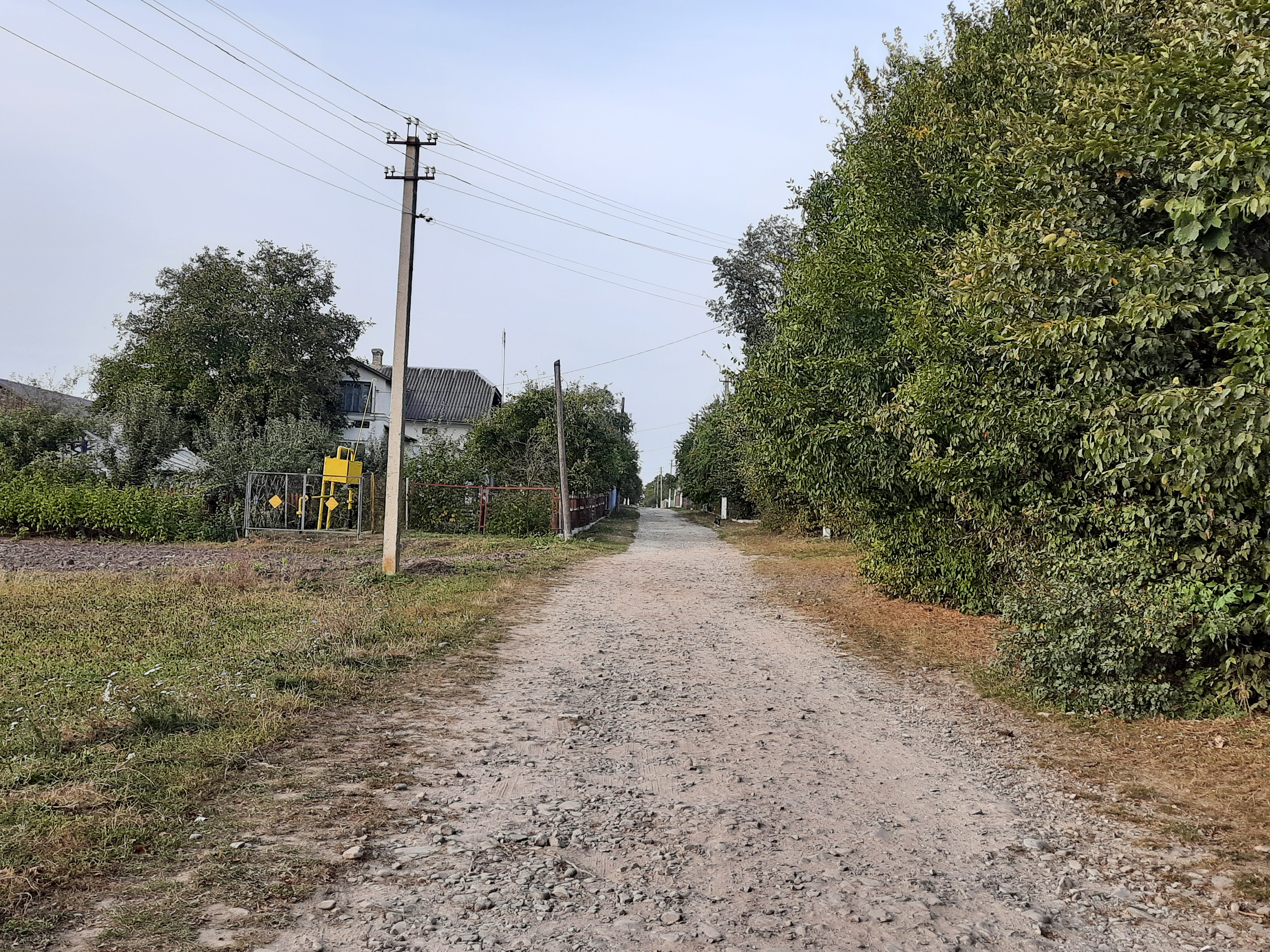
Сільська вулиіця
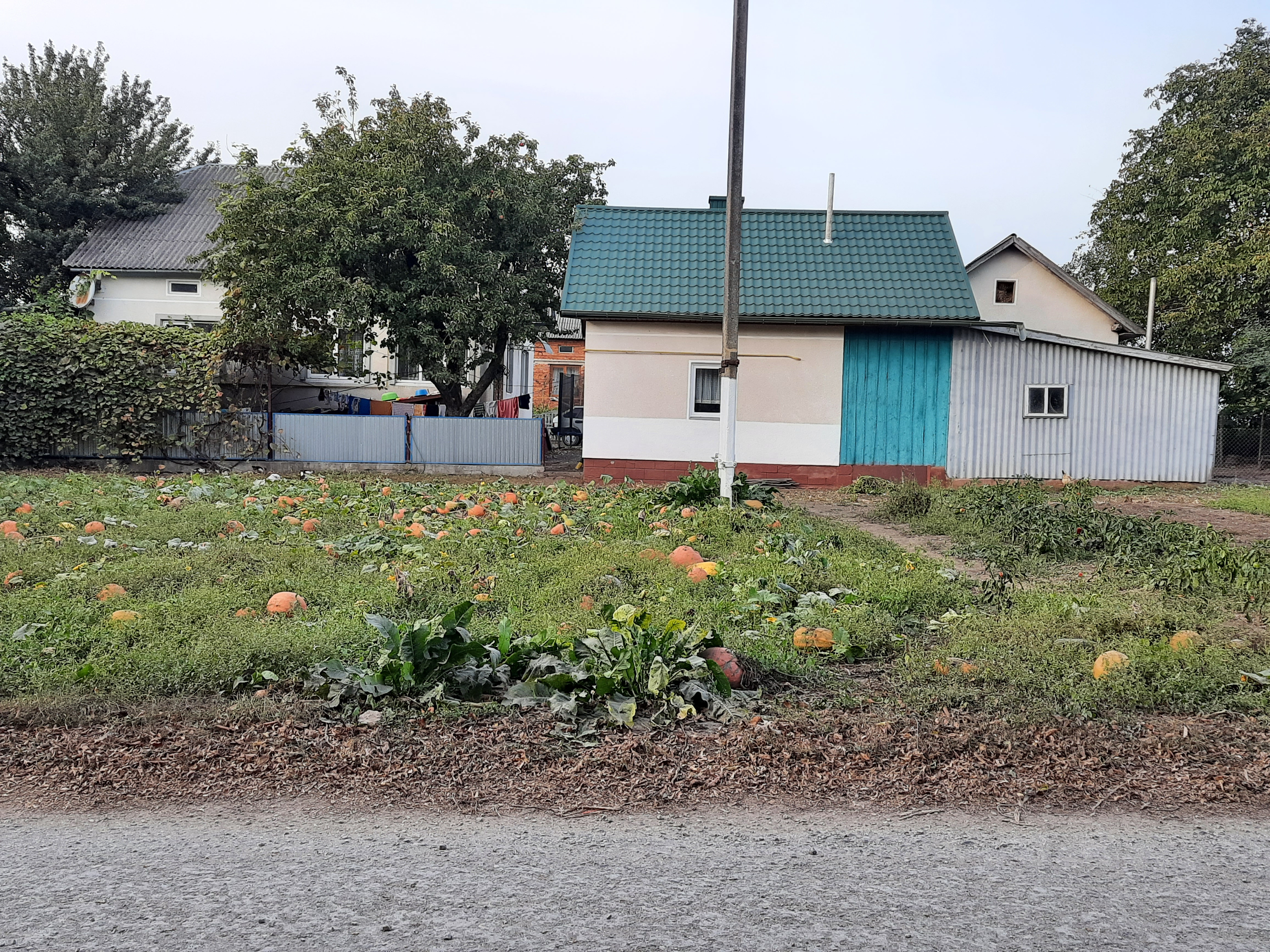
Сільська оселя